# Margaretha van Provence
Margaretha van Provence (Forcalquier, 1221 — Parijs, 20 december 1295) was koningin van Frankrijk door haar huwelijk met koning Lodewijk IX van Frankrijk.

## Biografie
Margaretha was de oudste dochter van graaf Raymond Berengarius V van Provence en Beatrix van Savoye. Na een bezoek van een ridder uit de hofhouding van koningin Blanca van Castilië werden de onderhandelingen gestart tussen haar vader en het Franse hof voor haar huwelijk met koning Lodewijk IX. Het paar huwde op 27 mei 1234 in de kathedraal van Sens waar ze de volgende dag ook gekroond werd tot koningin. In de eerste jaren van huwelijk ontwikkelde het echtpaar een goede onderlinge band.
Ze reisde aan de zijde van haar echtgenoot tijdens de Zevende Kruistocht. Toen haar man tijdens de kruistocht gevangen werd genomen was Margaretha van Provence de verantwoordelijke voor het inzamelen van diens losgeld. Haar leiderschap gedurende de kruistocht gaf haar veel prestige en werd ze vaker ingezet als onderhandelaar. Zo was ze ook actief als onderhandelaar voor het Verdrag van Parijs. Haar man begon echter haar toenemende macht te vrezen en nadat Margaretha haar zoon Filips III heimelijk een eed had laten afleggen tegenover haar werd hun relatie minder goed.
Toen haar man tijdens de Achtste Kruistocht overleed verbleef Margaretha in Frankrijk en na diens dood keerde ze terug naar de Provence om aldaar haar rechten te verdedigen. Zo streed ze daar tegen haar zwager Karel van Anjou die na de dood van haar vader in de Provence de macht had gegrepen. In haar laatste levensjaren zette ze zich ook religieus in; zo stichtte ze Franciscaanse abdij van Lourcines in 1289. Het jaar daarop overleed ze in de priorij van de clarissen die ze had gesticht in Parijs. Ze werd vervolgens nabij haar man in de Kathedraal van Saint-Denis begraven.

## Nageslacht
Uit haar huwelijk met Lodewijk IX kreeg Margaretha de volgende kinderen:
- Blanche (1240-1243)
- Isabella (1242-1271), huwde met Theobald V van Champagne
- Lodewijk (1244-1260)
- Filips (1245-1285), koning van Frankrijk
- Jan (1248-1248)
- Jan Tristan (1250-1270), graaf van Valois en van Nevers
- Peter (1251-1284), graaf van Alençon en van Perche
- Blanche (1252-1310), in 1269 gehuwd met Ferdinand de la Cerda
- Margaretha (1254-1271), in 1269 gehuwd met Jan I van Brabant (1253-1294)
- Robert (1256-1317)
- Agnes (1260-1327), in 1279 gehuwd met Robert II van Bourgondië (1248-1306).

## Voorouders
| Voorouders van Margaretha van Provence | Voorouders van Margaretha van Provence                                 | Voorouders van Margaretha van Provence                                 | Voorouders van Margaretha van Provence                                 | Voorouders van Margaretha van Provence                                 | Voorouders van Margaretha van Provence                          | Voorouders van Margaretha van Provence                          | Voorouders van Margaretha van Provence                          | Voorouders van Margaretha van Provence                          |
| -------------------------------------- | ---------------------------------------------------------------------- | ---------------------------------------------------------------------- | ---------------------------------------------------------------------- | ---------------------------------------------------------------------- | --------------------------------------------------------------- | --------------------------------------------------------------- | --------------------------------------------------------------- | --------------------------------------------------------------- |
| Overgrootouders                        | Amadeus III van Savoye (1094-1148) ∞ Mathilde van Albon (ca.1100-1148) | Amadeus III van Savoye (1094-1148) ∞ Mathilde van Albon (ca.1100-1148) | Gerald I van Mâcon (ca.1125-1184) ∞ Guigone of Maurette van Salins (-) | Gerald I van Mâcon (ca.1125-1184) ∞ Guigone of Maurette van Salins (-) | Amadeus I van Genève (1098-1178) ∞ Mathilde van Cuseau (-)      | Amadeus I van Genève (1098-1178) ∞ Mathilde van Cuseau (-)      | Aymon I van Foucigny (-) ∞ ? (-)                                | Aymon I van Foucigny (-) ∞ ? (-)                                |
| Grootouders                            | Humbert III van Savoye (1136-1189) ∞ Beatrix van Mâcon (-)             | Humbert III van Savoye (1136-1189) ∞ Beatrix van Mâcon (-)             | Humbert III van Savoye (1136-1189) ∞ Beatrix van Mâcon (-)             | Humbert III van Savoye (1136-1189) ∞ Beatrix van Mâcon (-)             | Willem I van Genève (1132-1195) ∞ Beatrix van Foucigny (-)      | Willem I van Genève (1132-1195) ∞ Beatrix van Foucigny (-)      | Willem I van Genève (1132-1195) ∞ Beatrix van Foucigny (-)      | Willem I van Genève (1132-1195) ∞ Beatrix van Foucigny (-)      |
| Ouders                                 | Thomas I van Savoye (1180-95) ∞ 1196 Beatrix van Genève (-1252)        | Thomas I van Savoye (1180-95) ∞ 1196 Beatrix van Genève (-1252)        | Thomas I van Savoye (1180-95) ∞ 1196 Beatrix van Genève (-1252)        | Thomas I van Savoye (1180-95) ∞ 1196 Beatrix van Genève (-1252)        | Thomas I van Savoye (1180-95) ∞ 1196 Beatrix van Genève (-1252) | Thomas I van Savoye (1180-95) ∞ 1196 Beatrix van Genève (-1252) | Thomas I van Savoye (1180-95) ∞ 1196 Beatrix van Genève (-1252) | Thomas I van Savoye (1180-95) ∞ 1196 Beatrix van Genève (-1252) |